# Joachim Brudziński
Joachim Stanisław Brudziński, né le 4 février 1968 à Świerklaniec (Silésie), est un homme politique polonais, membre du parti Droit et justice (PiS).

## Biographie
Joachim Brudziński, après des études à l'université de Szczecin (maîtrise de sciences politiques) et à l'université Adam-Mickiewicz de Poznań (troisième cycle d'histoire inachevé) s'engage rapidement en politique dans les partis successifs des frères Jarosław et Lech Kaczyński : Porozumiene Centrum puis Prawo i Sprawiedliwość (PiS), où il occupe des responsabilités locales puis nationales.
Il devient député à la Diète en 2005 et est réélu aux consultations suivantes en 2007, 2011 et 2015.
De 2015 à 2018, il exerce les fonctions de vice-maréchal de la Diète et rejoint en janvier 2018 le premier gouvernement de Mateusz Morawiecki comme ministre de l'Intérieur et de l'Administration (pl). Il quitte ce poste et son siège à la Diète en 2019 à la suite de son élection comme député européen.